# Гран-Канария

Физическая карта Гран-Канарии

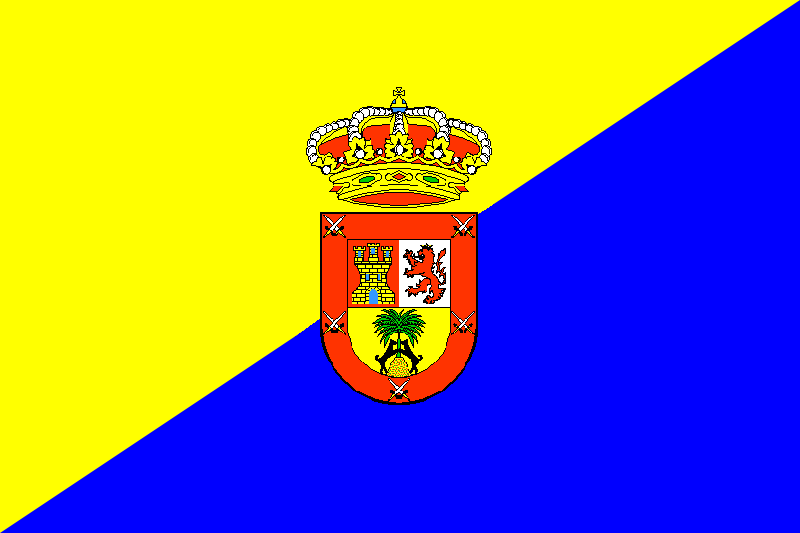
Флаг Гран-Канарии

Гран-Кана́рия (исп. Gran Canaria) — один из Канарских островов, третий по величине (площадь 1560,1 км²) в архипелаге после островов Тенерифе и Фуэртевентура. На 2012 год население острова составило 852 225 человек, что делает Гран-Канарию вторым среди Канарских островов по количеству жителей. Столицей Гран-Канарии является город Лас-Пальмас-де-Гран-Канария, административный центр одноимённой провинции.

## География
Остров Гран-Канария входит в состав Канарского архипелага и находится 210 км западнее южного побережья Марокко в Атлантическом океане. Соседними островами являются Тенерифе на западе и Фуэртевентура на востоке. Гран-Канария имеет округлую форму диаметром около 45 км. Береговая линия составляет 236 км.
Как и все Канарские острова, Гран-Канария является островом вулканического происхождения. Около 80 % площади острова (1000 км²) образовалось в эпоху Миоцена между 14 и 9 млн лет назад. Второй цикл образования ландшафта (100 км²) приходится на период между 4,5 и 3,4 млн лет назад, во время которого сформировались основные горные вершины. Последний период формирования начался около 2,8 млн лет назад и длится до сих пор. Последние извержения вулкана произошли около 3500 лет назад. Долгое время считалось, что высочайшей точкой является потухший вулкан Ньевес (1949 м) в центре острова. Однако, недавно выяснилось, что соседняя гораздо менее известная вершина Морро-де-ла-Агухереада на несколько метров выше (1956 м). Гора Роке-Нубло (1813 м) считается одним из символов Гран-Канарии.
Благодаря географическому и климатическому разнообразию, а также богатству флоры и фауны, Гран-Канарию также называют «континентом в миниатюре». Остров разделяется на 14 зон с различным микроклиматом. В центре острова доминирует горный ландшафт. Среди гор находятся засушливые ущелья (barrancos), ведущие до самого побережья. Во время обильных дождей в них иногда образуются сильные потоки воды, поэтому в заселённых областях долины обычно укрепляют.

### Климат
Гран-Канария находится в области пассатов, которые в северном Северное полушарие дуют с северо-востока. Они задерживаются горными хребтами и, поднимаясь, иногда приводят к обильным осадкам на северных склонах, чаще всего в форме тумана. Этим обусловлен засушливый климат на юге острова и более влажный в северной части. Засушливость южной части также усугубляется ветрами со стороны Сахары. Эти ветра носят название калима и несут с собой пыль из пустыни. Иногда они приводят к песчаным бурям, сопровождаемым повышением температуры воздуха до 50 °C. На высотах свыше 1500 на несколько дней зимой может задерживаться снег, при этом на побережье можно купаться в море и загорать. Вблизи высочайшей точки острова Pico de las Nieves имеется реставрированный исторический объект Pozo de Nieve Grande — большой колодец для снега. Он построен в 1694 году, вмещает 15 тонн снега. Для его заполнения требовалось четыре рабочих дня, под прикрытием соломы снег сохранялся в течение двух лет. Он доставлялся глыбами по 40 кг в лас Пальмас. Путь занимал 5 часов, снег благословляли и продавали в соборе Santa Anna.
| Показатель                                                                                       | Янв. | Фев. | Март | Апр. | Май  | Июнь | Июль | Авг. | Сен. | Окт. | Нояб. | Дек. | Год  |
| ------------------------------------------------------------------------------------------------ | ---- | ---- | ---- | ---- | ---- | ---- | ---- | ---- | ---- | ---- | ----- | ---- | ---- |
| Средний суточный максимум, °C                                                                    | 20,6 | 21,0 | 21,8 | 22,1 | 23,1 | 24,7 | 26,5 | 27,1 | 27,1 | 25,8 | 23,8  | 21,8 | 23,8 |
| Средняя температура, °C                                                                          | 17,6 | 17,9 | 18,6 | 18,9 | 20,0 | 21,7 | 23,5 | 24,2 | 24,1 | 22,8 | 20,9  | 18,7 | 20,7 |
| Средний суточный минимум, °C                                                                     | 14,7 | 14,9 | 15,4 | 15,7 | 17,0 | 18,7 | 20,4 | 21,2 | 21,2 | 19,7 | 17,9  | 15,7 | 17,7 |
| Норма осадков, мм                                                                                | 18   | 24   | 14   | 7    | 2    | 0    | 0    | 0    | 10   | 13   | 18    | 27   | 134  |
| Температура воды, °C                                                                             | 19   | 18   | 18   | 18   | 19   | 20   | 21   | 22   | 23   | 23   | 21    | 20   | 20,2 |
| Источник: Agencia Estatal de Meteorología (исп.). www.aemet.es. Дата обращения: 30 октября 2020. |      |      |      |      |      |      |      |      |      |      |       |      |      |

### Флора

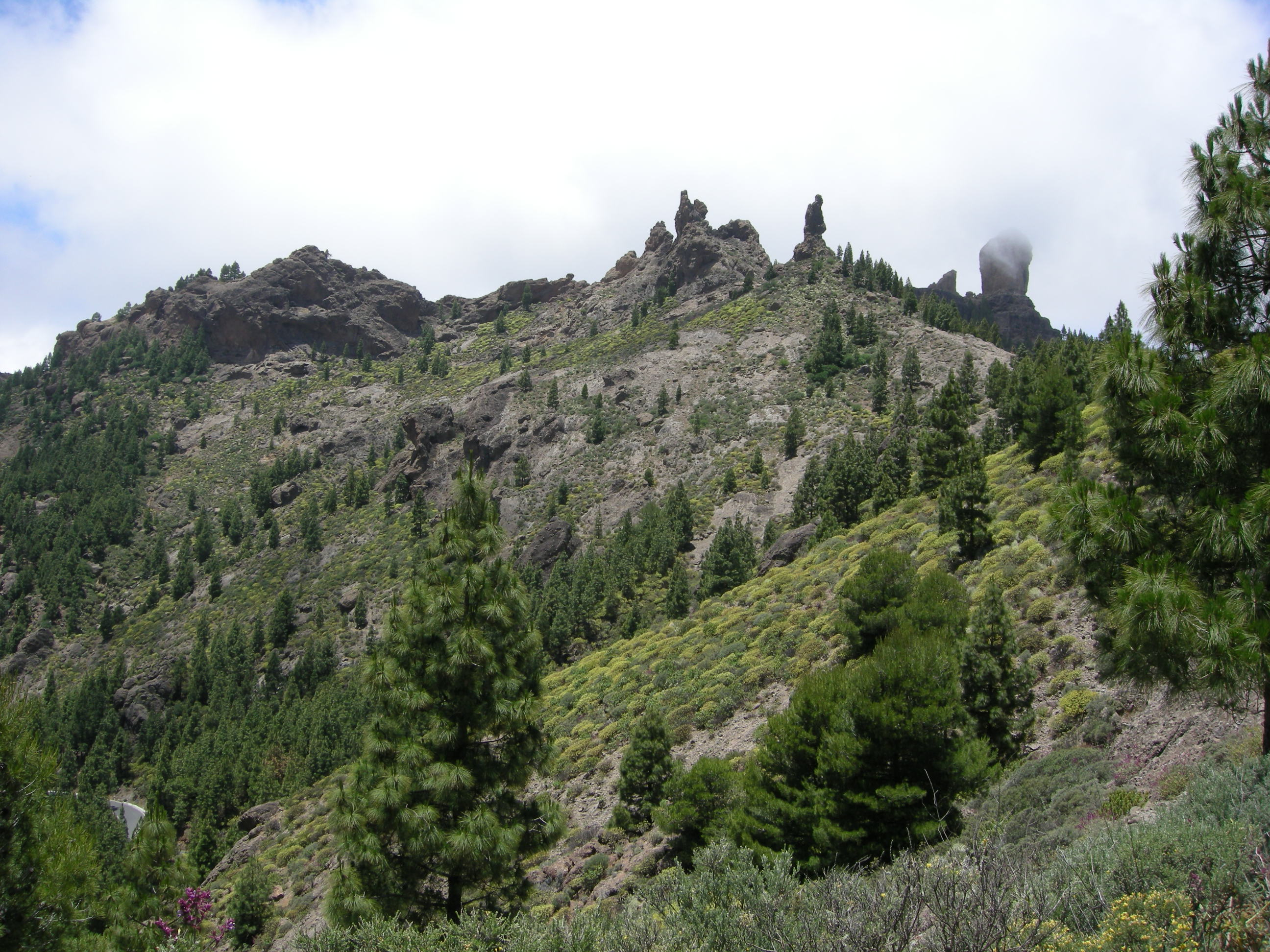
Растительность Роке-Нубло

В условиях постоянного воздействия пассатов на севере острова преобладают лавровые леса с доминирующими лавром канарским, окотеей зловонной и персеей индийской. Также в северных регионах произрастают эрика древовидная и канарский колокольчик — один из символов архипелага. Из-за интенсивной эксплуатации природных ресурсов площадь лавровых лесов значительно уменьшилась за последнее время. В высокогорных областях преобладают сосновые леса, состоящие большей частью из канарских сосен.
Растительность южной части Гран-Канарии приспособлена к сухому климату. Разреженный растительный покров, характерный для полупустыни, состоит главным образом из растений семейства молочайные (например, молочай канарский), а также толстолистные представители рода синяк. Синяк сосновый является эндемиком острова Гран-Канария.

## История

### Доиспанский период
Археологические находки показали, что Канарские острова были заселены не ранее 3000 лет назад. Самые древние находки относятся приблизительно к 800 году до н. э., но точная информация отсутствует.

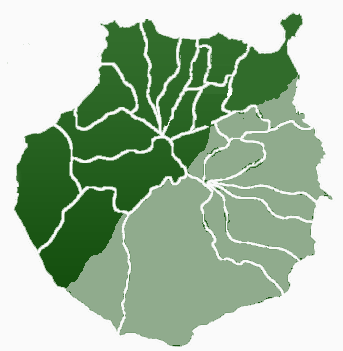
Королевства Агальдар (тёмно-зеленый цвет) и Тельде до завоевания острова испанцами

Первое упоминание о Канарских островах относится к I веку нашей эры. Плиний Старший и Помпоний Мела назвали их «островами спешащих к счастью». Плиний ссылается на описания мавретанского короля Юбы II, предпринявшего путешествие к архипелагу в 40 году до н. э. В этом же тексте впервые встречается название Канария (предположительно, название острова Гран-Канария). Плиний Старший считает, что название острову было дано из-за большого количества больших собак на острове. Две собаки были взяты Юбой на его родину (территория современного Марокко), а затем попали на герб Канарских островов.
Коренное население Канарских островов собирательно называют гуанчи, однако на каждом острове были собственные названия племён. На Гран-Канарии проживали канарии. Происхождение гуанчей в точности неизвестно, наиболее популярны версии о родстве с берберами. Аборигены жили в каменном веке, — они не знали колеса, лодки и железных орудий труда, или утратили эти знания после заселения. К тому же на Канарских островах отсутствуют железные породы, гуанчи были вынуждены изготовлять орудия труда из камня.
Ранней столицей гуанчей являлся Агальдар (ныне Гальдар). В доиспанский период коренное население Гран-Канарии делилось на несколько групп, каждую из которых возглавлял предводитель. Один из вождей, Гумидафе, начал войну за своё главенство, которая привела к подчинению ему более мелких групп, и провозгласил себя правителем Гран-Канарии. Его сын Артемий Семидан укрепил за собой позиции единственного правителя острова. После его смерти остров был поделён между его сыновьями на два королевства — Агальдар и Тельде, — которые просуществовали до времени завоевания Канарского архипелага испанцами.

### Завоевание островов испанцами
Генуэзец Ланчелотто Малончелли, давший имя острову Лансароте, считается первооткрывателем Канарских островов. Но первый официальный документ, подтверждающий факт португальской экспедиции на острова, датирован 1341 годом. Булла римского папы Климента VI от 7 ноября 1351 года созывает к образованию Конференции католических епископов в Тельде с целью обратить местное население в христианство. При этом была предпринята попытка мирного обращения с помощью торговцев с Майорки, заинтересованных также в деловых контактах с канариями. В 1393 году севильская флотилия, пробудившая интерес Испании к товарам с Канар, в том числе, к работорговле, напала на архипелаг. В связи с этим попытка обращения в христианство на Гран-Канарии провалилась, поскольку коренное население не смогло более различать мирных майорканских переселенцев и севильских завоевателей и оказало противостояние всем чужакам.
Завоевание Канарских островов испанцами началось в 1402 году и продолжалось почти сто лет. Жители Гран-Канарии успешно противостояли завоевателям до 24 июня 1478 года, когда на северо-восточном берегу острова высадилась огромная испанская эскадра под предводительством Хуана Рехона. Они попытались вначале подчинить остров испанской короне мирно, но это не удалось, и вспыхнула война. Гуанчи оказывали ожесточённое сопротивление, предпочитали партизанскую войну открытым сражениям, нападая одновременно в нескольких местах. Аборигены были вооружены только копьями, дубинами и камнями, завоеватели — мечами и огнестрельным оружием. Северо-восточная часть острова первой досталась в руки завоевателей. Последний гуанартеме Агальдара Тенесор Семидан был захвачен в плен Алонсо Фернандесом де Луго. Тенесор был отправлен в Испанию, где был крещён под новым именем Фернандо Гуанартеме, и по возвращении на Гран-Канарию безуспешно пытался уговорить соплеменников прекратить сопротивление. Весной 1483 Педро де Вега совместно с Фернандо Гуанартеме заставили островитян сдаться Кастильской короне. Этому сильно способствовали эпидемии занесённых болезней, к которым у аборигенов не было иммунитета. Новой столицей Гран-Канарии в 1484 провозгласили город Лас-Пальмас-де-Гран-Канария.
У островитян отняли их культуру, язык и религию. Многие предпочли сброситься со скал, чем сдаться, тысячи были проданы в рабство. В конце 1500-х коренное население почти исчезло. Хотя война длилась лишь пять лет, она стоила Испании больше человеческих жизней, чем завоевание империи Ацтеков в Мексике.

### Миграция населения

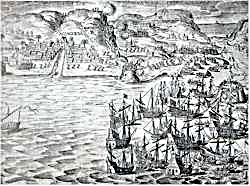
Нападение голландских пиратов на Лас-Пальмас в 1599 году

Количество переселенцев на Канарских островах в период испанского завоевания оказалось довольно большим по сравнению с коренным населением. Однако острова были все равно слабо заселены, так как Америка казалась более привлекательной. К началу XVI века на Гран-Канарии проживали менее трёх тысяч человек. Из-за активного распространения плантаций сахарного тростника на острове произошёл наплыв переселенцев с Пиренейского полуострова и завоз рабов из Африки. К середине века население Гран-Канарии выросло до 8000. Но к концу XVI — началу XVII века численность населения упала до 6000 из-за нападений пиратов в 1590-х годах, эпидемий, скудные урожаи, а также отток населения после окончания сахарного бума.
В конце XVII века на Гран-Канарии проживали уже около 22 000 человек. Причиной стремительного роста стал перевод экономики на виноделие, ориентированное главным образом на экспорт. Рост населения продолжился и в XVIII веке. Вместе с тем большое количество канарцев эмигрировало в Америку. Иммигрантов с Канарских островов, поселившихся в районе Луизианы, Кубы, Пуэрто-Рико и Венесуэлы, прозвали исленьос («островитяне»). Канарская культура оказала больше влияние на латиноамериканские страны, но и на Канарах закрепились многие элементы южноамериканской культуры.

### История с XIX века по наши дни
В 1852 году королева Изабелла II объявила Канарские острова особой экономической зоной, что вновь привело к экономическому росту.
В 1821 году архипелаг был объявлен испанской провинцией со столицей в Санта-Крус-де-Тенерифе. Однако Лас-Пальмас также боролся за звание столицы, в результате чего с 1840 по 1873 год произошло разделение архипелага на западную и восточную часть. В 1912 году был принят «Закон о кабильдос», по которому каждый из островов получил своё собственное правительство — кабильдо. В 1927 году Канарские острова были поделены на две провинции Санта-Крус-де-Тенерифе и Лас-Пальмас с одноимёнными столицами. С 1982 года Канарские острова являются одним из 17 автономных сообществ Испании с двумя столицами Санта-Крус-де-Тенерифе и Лас-Пальмас. При этом глава Канарского правительства переезжает каждые четыре года.

## Административно-политическое устройство
Остров Гран-Канария разделён на 21 муниципалитет:
Муниципалитеты острова Гран-Канария
1. Агаэте
2. Агуимес
3. Артенара
4. Арукас
5. Вальесеко
6. Вальсекильо-де-Гран-Канария
7. Вега-де-Сан-Матео
8. Гальдар
9. Инхенио
10. Ла-Альдеа-де-Сан-Николас
11. Лас-Пальмас-де-Гран-Канария
12. Моган
13. Мойя
14. Сан-Бартоломе-де-Тирахана
15. Санта-Брихида
16. Санта-Лусиа-де-Тирахана
17. Санта-Мария-де-Гиа-де-Гран-Канария
18. Тельде
19. Терор
20. Техеда
21. Фиргас

На 2012 год на острове проживают 852 225 человек. По численности населения Гран-Канария находится на втором месте после Тенерифе. Столица острова, Лас-Пальмас-де-Гран-Канария, в которой проживают более трети населения острова (383 тыс. чел., в агломерации более 600 тыс. чел.), является крупнейшим городом архипелага и административным центром одной из двух провинций Испании в составе автономного сообщества Канарские острова — провинции Лас-Пальмас.
Как и на остальных островах архипелага, главным органом правления является Кабильдо. По результатам выборов 2011 года (в голосовании принимают участие жители острова) кабильдо (консулом) Гран-Канарии является член Народной партии Хосе Мигель Браво де Лагуна.

## Демография
На Гран-Канарии проживают 40 % от общего населения Канарских островов. На 2018 год на острове проживали 846 717 человек, из них 49,4 % мужчин и 50,6 % женщин. Большая часть населения сосредоточена в столице (378 тыс. чел.) и прилегающих муниципалитетах. Самые большие по численности населения, помимо Лас-Пальмас, города острова: Тельде (102.000), Санта-Лусия-де-Тирахана (70.000), Сан-Бартоломе-де-Тирахана (54.000), Арукас (37.000), Агуимес (31.000), Инхенио (30.000).
Возрастная структура:
- до 14 лет — 13,23 %
- от 15 до 64 лет — 70,83 %
- более 65 лет — 15,94 %

Доля иностранного населения составляет 7,8 % (66 тыс. чел.). При этом на первом месте находятся иммигранты из ФРГ (более 9 тыс.), которые переезжают в более теплый климат после выхода на пенсию. За ними следуют выходцы из Марокко, Колумбии, Великобритании, Италии, Норвегии и Аргентины.
| 2001    | 2003    | 2005    | 2007    | 2009    | 2010    | 2011    | 2012    | 2013    | 2014    | 2015    | 2016    | 2017    | 2018    |
| ------- | ------- | ------- | ------- | ------- | ------- | ------- | ------- | ------- | ------- | ------- | ------- | ------- | ------- |
| 755 489 | 789 908 | 802 247 | 815 379 | 838 397 | 845 676 | 850 391 | 852 225 | 852 723 | 851 157 | 847 830 | 845 195 | 843 158 | 846 717 |

## Экономика
Главными экономическими отраслями на Гран-Канарии являются туризм и сельское хозяйство. Развитие туризма привело к росту строительного сектора. Аграрный сектор в последние годы теряет былую значимость. На острове также существуют немногочисленные предприятия лёгкой промышленности и предприятия по производству цемента и продуктов питания. Коммерческая деятельность сосредоточена также вокруг порта Пуэрто-де-ла-Лус в Лас-Пальмас. Он является самым крупным на острове и одним из крупнейших в Испании. Пассажирооборот составил в 2011 году 800 тыс. человек, а грузооборот — 17,3 млн тонн.

### Аграрный сектор
Сельское хозяйство также является одним из важнейших источников дохода на Гран-Канарии. Под сельскохозяйственные нужды отданы около 25 тыс. гектаров земли, из них более 11 тыс. га используются в качестве пастбищ. На экспорт выращивают главным образом бананы и томаты. Банановые плантации находятся в основном на севере острова, в то время как томаты растут в южной части Гран-Канарии. В средней части острова также выращивают зерновые культуры, бобовые и картофель, но чаще всего эти продукты предназначены для внутриостровного пользования.

### Туризм
Главной экономической отраслью на Гран-Канарии является туризм. В связи с мягким климатом остров круглый год привлекает туристов, в основном из стран Северной Европы. Большинство туристов предпочитает пляжный отдых, но в последние годы наметилась тенденция перехода к более активным видам отдыха: сельский туризм, гольф-туризм (на острове находятся 8 клубов для игры в гольф), занятия водными видами спорта, походы, велосипедный туризм. Общее число туристов в год составляет 2,2 млн чел.
Помимо столицы, основными туристическими районами являются курорты в южной части острова. Плая-дель-Инглес («пляж англичан») с естественным пляжем длиной 2700 м, Маспаломас с природными заповедниками в самой южной точке острова и Сан-Августин, находящийся восточней Плайя-дель-Инглес, образуют крупнейший туристический центр Испании. Также популярны пляжи Пуэрто-Рико, Мелонерас, Пуэрто-де-Моган. Общая протяжённость пляжей на Гран-Канарии составляет 60 км.

Пляж Пуэрто-Рико

## Транспорт

### Воздушный транспорт
Единственным аэропортом острова является аэропорт Гран-Канария на восточном побережье в 20 км от Лас-Пальмас. По пассажирообороту (10,5 млн чел.) является крупнейшим на Канарских островах и пятым в Испании. В аэропорту также располагается база ВВС Испании.

### Автомобильный транспорт
Автодорожная сеть, соединяющая центр острова с побережьем, столицей, аэропортом и портом, была построена в соответствии с топографией острова. Вдоль восточного побережья проходит автомагистраль GC-1, которая соединяет Лас-Пальмас на севере с Пуэрто-Де-Моган на юго-западе острова. Её протяжённость составляет 78 км, что делает её второй по длине на Канарских островах. GC-1 проходит также через аэропорт и важнейшие туристические курорты Сан-Агустин, Маспаломас, Пуэрто-Рико, Плайя-Де-Амадорес и Таурито. На магистрали разрешена скорость до 120 км/ч.
Автомагистраль GC-2 длиной 32 км ведёт вдоль северного побережья от Лас-Пальмас до Агаэте. Автомагистраль GC-3 соединяет обе главные магистрали GC-1 и GC-2 в обход столицы и насчитывает 13 км. Большая её часть проходит по мостам и через туннели, так как эта магистраль ведёт вглубь острова.
Второстепенные дороги, ответвляющиеся от основных магистралей, обозначаются двумя цифрами (например, GC-23). Дороги местного значения носят название с тремя цифрами (GC-330). Через слабозаселённую западную часть Гран-Канарии проходят только дороги местного значения.

### Водный транспорт
Порт в Лас-Пальмас является главным на Гран-Канарии. В 2011 году пассажирооборот составил 800 тыс. чел., а грузооборот — более 17 млн тонн. Частные судоходные компании Fred. Olsen Express и Naviera Armas предлагают регулярные рейсы из Лас-Пальмас до других островов Канарского архипелага и до Мадейры. Также существуют паромные рейсы до Тенерифе из деревни Пуэрто-де-лас-Ньевес в составе муниципалитета Агаэте. Порты Arguineguín и Arinaga специализируются на перевозке промышленных грузов.

### Общественный транспорт
Общественный транспорт представлен в первую очередь обширной автобусной сетью. Основными компаниями по перевозке пассажиров являются транспортная компания Global (350 транспортных средств) и муниципальная компания Guaguas Municipales (230 автобусов). Большинство автобусных рейсов начинаются или заканчиваются в городе Лас-Пальмас.
Планируется также соединить север и юг острова при помощи железной дороги. Первый участок El Tren de Gran Canaria (TGC) должен будет проходить от Арукаса до Лас-Пальмас и составит 15,1 км. Вторая линия протяжённостью 50,1 км соединит столицу с Маспаломас.

## Достопримечательности

### Музеи
- Музей Канарио в Лас-Пальмас специализируется на истории острова до испанского завоевания.
- Дом Колумба в историческом столичном районе Veguete, который посетил Колумб на пути в Америку, повествует о роли Канарских островов в открытии Америки.
- CAAM, Атлантический центр современного искусства расположен также в Veguete.
- Музей Нестора в Лас-Пальмас содержит коллекцию работ знаменитого художника Нестора родом из Гран-Канарии.
- Археологический музей и парк Куэва-Пинтада в Гальдаре представляет собой пещеру с нанесёнными на её стены геометрическими рисунками периода гуанчей.
- Дом-музей Антонио Падрона в Гальдаре содержит коллекцию известного канарского художника-экспрессиониста Антонио Падрона.
- Дом-музей Томаса Моралеса находится в Мойя, на родине поэта.

### Природный мир
- Пальмитос парк — зоологический и ботанический сад и дельфинарий под открытым небом в горном ущелье
- Подводное приключение. Погружение на подводной лодке «Yellow Submarine» в бухте Моган.

### Памятники истории и культуры

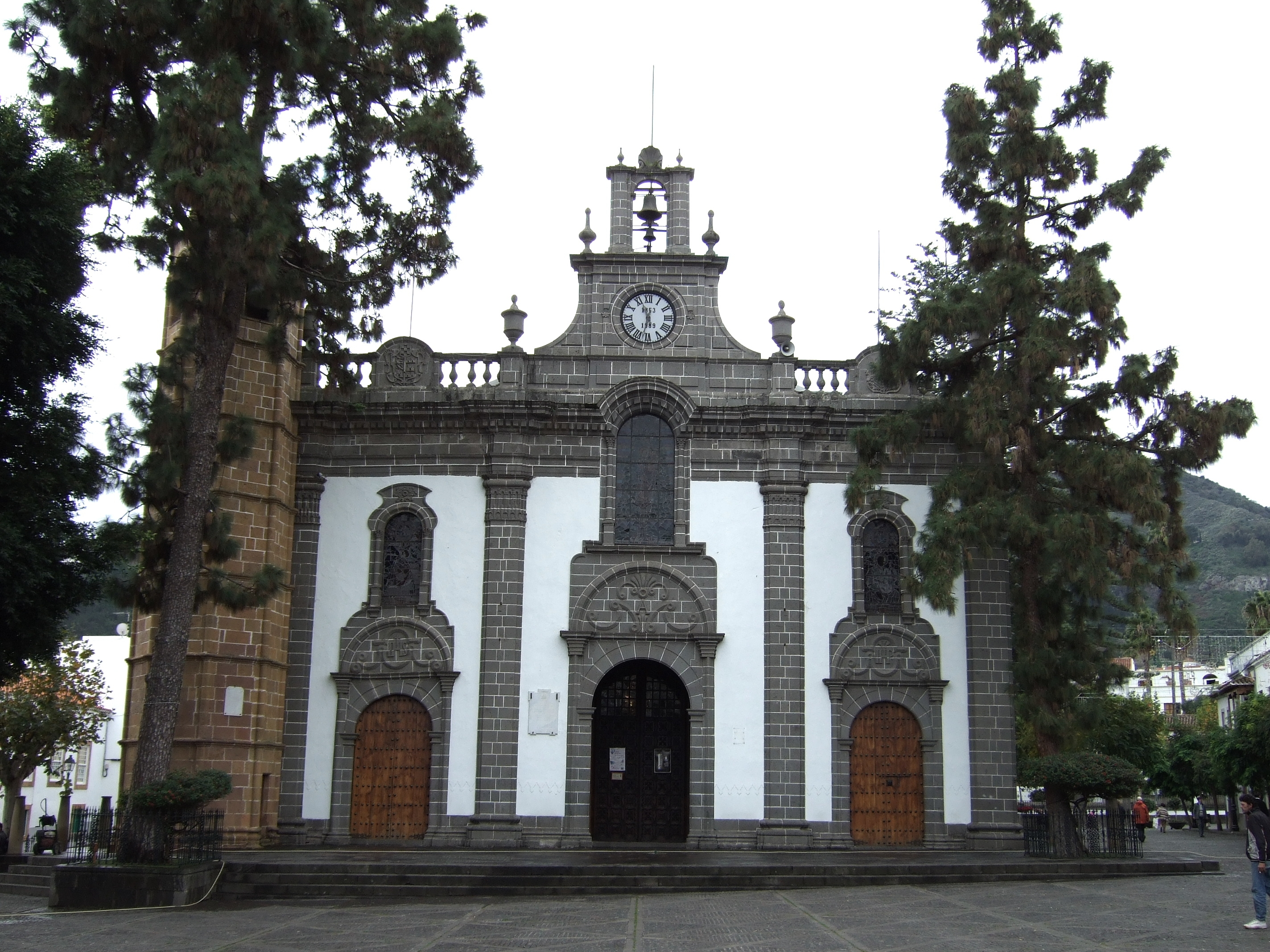
Базилика-де-Нуэстра-Сеньора-дель-Пино в Тероре

Большинство исторических памятников относятся к периоду после завоевания островов испанцами, однако сохранились и некоторые объекты наследия гуанчей, как, например, расписанная пещера Куэва-Пинтада близ Гальдара и археологический парк Сенобио-де-Валерон в Санта-Мария-де-Гиа.
Некоторые известные религиозные сооружения:
- Канарский собор в Лас-Пальмас
- Базилика-де-Нуэстра-Сеньора-дель-Пино, покровительницы острова
- Базилика святого Иоанна Крестителя в Тельде
- Церковь святого Иоанна Крестителя, также известная под названием Арукасский собор, хотя по сути не является собором

### Заповедники
Почти половина территории острова (667 км²) находится под защитой природоохранной организации Охраняемые природные территории Канарских островов. В заповедной зоне на центральной части острова целиком может поместиться остров Гомера (369,76 км²). Там проживает всего 4000 человек. Из 146 объектов всего архипелага, находящихся под охраной, на Гран-Канарии расположены 33. Различаются 7 категорий природных объектов.
| Количество   | — | 2                    | 2              | 2                       | 6                                                                                   | 10 | 7                                                                                    | 4                                                  | 33                |  |
| Площадь (га) | — | 13 333,0             | 29 893,4       | 3955,5                  | 7153,1                                                                              | 5264,9 | 12 680,9                                                                             | 276,2                                              | 66 707,9          |  |
| Названия     | — | Tamadaba, Pilancones | Nublo, Doramas | Inagua, Barranco Oscuro | El Brezal, Azuaje, Los Tilos de Moya, Los Marteles, Las Dunas de Maspalomas, Güigüi | Amagro, Bandama, Montañón Negro, Roque de Aguayro, Tauro, Arinaga, Barranco de Guayadeque, Riscos de Tirajana, Roque Nublo, Barranco del Draguillo | La Isleta, Pino Santo, Tafira, Las Cumbres, Lomo Magullo, Fataga, Montaña de Agüimes | Jinámar, Tufia, Roque de Gando, Juncalillo del Sur | 42,7 % территории |  |